# The Kansas Terrors
Pour plus de détails, voir Fiche technique et Distribution.
The Kansas Terrors est un film américain réalisé par George Sherman, sorti en 1939.

## Fiche technique
- Titre : The Kansas Terrors
- Réalisation : George Sherman
- Scénario : Jack Natteford et Betty Burbridge d'après les personnages créés par William Colt MacDonald
- Photographie : Ernest Miller
- Montage : Tony Martinelli
- Musique : William Lava
- Pays de production : États-Unis
- Format : Noir et blanc - 1,37:1 - Mono
- Genre : western
- Date de sortie : 1939

## Distribution
- Robert Livingston : Stony Brooke
- Raymond Hatton : Rusty Joslin
- Duncan Renaldo : Renaldo
- Julie Bishop : Maria
- Howard C. Hickman : Gouverneur général
- George Douglas (en) : Commandant
- Frank Lackteen (en) : Capitaina Gonzales
- Myra Marsh : Duenna
- Yakima Canutt : le sergent
- Ruth Robinson : Juanita
- Richard Alexander : Nico